# Vânătoarea Salamandrei
Vânătoarea Salamandrei (în bulgară: Отдел Издирване, Otdel Izdirvane, cu sensul de Departamentul de Investigații) este un serial TV bulgăresc de crimă care a avut premiera la Nova TV la 26 februarie 2021. În rolurile principale au interpretat actorii Iulian Vergov, Ana Papadopoulou, Hristo Petkov, Elena Telbis, Iva Mihalić și alții. Serialul este produs de Albion Films pentru Nova TV și este cunoscut în SUA și Germania ca The Hunt for Salamander (În căutarea Salamandrei). Primul sezon a avut 13 episoade. În limba română este transmis  (subtitrat) ca Vânătoarea Salamandrei prin aplicația Focus Sat.

## Rezumat
Intriga serialului se învârte în jurul unei crime misterioase care a dus la o tragedie cu consecințe dramatice în viața inspectorului Kamen Petkov și a fostei sale soții, comisarul principal Ralița Petkova.

## Distribuție

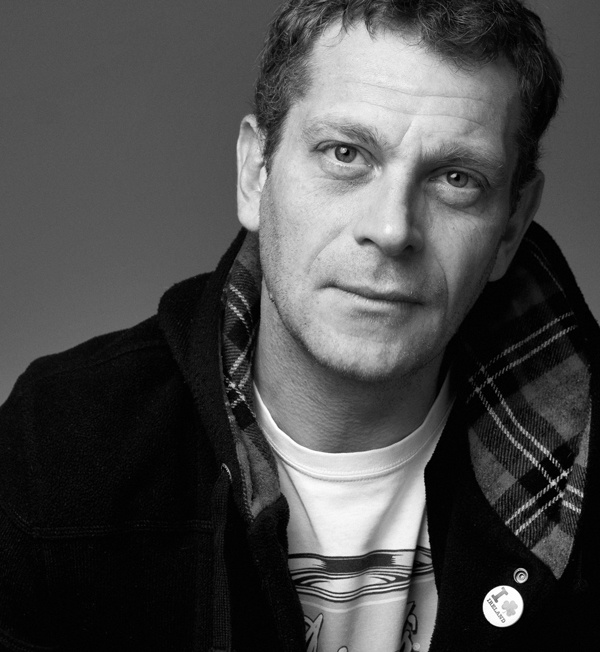
Julian Vergov

### Roluri principale
Rol - actor:
- Kamen Petkov – Iulian Vergov
- Ralița Petkova – Ana Papadopoulou
- Valeri Rusev – Hristo Petkov
- Magdalena Parușeva – Elena Telbis
- Tania/Nera Pavlovici – Iva Mihalić
- Rado - Ivan Burnev
- Andrei - Plamen Dimov
- Boris - Georgi Zlatarev
- Bobi - Martin Radoev
- Ițo - Hristo Padev
- Peter - Robert Ianakiev

### Roluri episodice
- Jana – Koina Ruseva
- Secretar general – Vladimir Kolev
- Lunetist/ Ivica Bozic – Kire Gorevski
- Miro Nikolov - Petar Antonov
- Agent D.A.N.S. - Julian Malinov
- Hoțul - Vladimir Solakov
- Petia Ruseva, soția lui Valeri – Lina Zlateva
- Șeful Securității - Toto
- Fiica lui Valeri - Ioana Koțeva
- Fiul lui Valeri - Kosio Leciev
- Soni - Petyo Petkov
- Maria - Vesela Babinova
- Jurnalistă – Luci Ilarionov
- Adolescenți - Martin Metodiev, Mario Vassilev, Oleg Tochkov
- Prietena Katiei - Karina Andonova
- Katia de la orfelinat – Kalina Uzunova
- Alex - Vladinella Katsarska
- Angajat al Ambasadei - Stefan Țerev

## Difuzare
| Sezon | Sezon | Ora de difuzare   | Sezonul TV       | Episoade | Premieră          | Final       |
| ----- | ----- | ----------------- | ---------------- | -------- | ----------------- | ----------- |
|       | 1     | Vineri, ora 22:00 | 2021 (primăvară) | 13       | 26 februarie 2021 | 14 mai 2021 |

## Producție
Serialul se bazează pe ideea scenaristului Alexandr Ciobanov (a cărui idee a creat seria de succes Gâtul diavolului, Дяволското гърло). Regizorii serialului sunt Dimitar Dimitrov și Viktor Bojinov, care sunt bine cunoscuți pentru munca lor la unele dintre cele mai de succes producții bulgare din ultimii ani. Coloana sonoră a fost creată special de Maxim Eșkenazi. Producătorul serialului este Alexander Hristov.
Sezonul al II-lea nu a fost confirmat oficial de producătorii serialului.

## Primire
Serialul are peste 40 de premii și nominalizări la diferite festivaluri de film din lume.
După serial a fost publicată și o carte omonimă.